# Bunodophoron murrayi
Bunodophoron murrayi är en lavart som först beskrevs av Ohlsson, och fick sitt nu gällande namn av Wedin. Bunodophoron murrayi ingår i släktet Bunodophoron och familjen Sphaerophoraceae.   Inga underarter finns listade i Catalogue of Life.